# اختبار كازوني
اختبَارُ كَازُونِي هو اختبار جلدي يُستخدم في تشخيص داء المشوكات. يتضمن الاختبار حقن 0.25 مل تحت الجلد من السائل المعقم من الكيسات المائية/الكيسات البشرية المعقم عبر مرشح سيتز في أحد الساعدين، مع حقن نفس الحجم من المحلول الملحي في الساعد الآخر. تؤخذ الملاحظات على مدار الثلاثين دقيقة التالية وبعد يوم إلى يومين. يعتبر رد الفعل الانتفاخي الذي يحدث في موقع الحقن في غضون 20 دقيقة إيجابياً (فرط الحساسية الفوري). فيما تُلاحظ تفاعلات فرط الحساسية المتأخرة بعد 18-24 ساعة. يكون الاختبار إيجابياً في نحو 90% من حالات مرض داء المشوكات الذي يصيب الكبد، ولكنه يُسجل إيجابية تصل لأقل من 50% بالنسبة لحالات مرضى داء المشوكات في مكان آخر من الجسم؛ كما تشيع النتائج الإيجابية الخاطئة أيضاً. يجب تجهيز حقيبة أدوية تفاعل الحساسية المفرطة قبل إجراء الاختبار، نظراً لكونها حساسية مفرطة من النوع الأول. ونتيجة لذلك، تُستخدم الاختبارات المصليّة في العموم حالياً. قدم توماسو كازوني هذا الاختبار في 1912.